# Saint-Denis-de-Mailloc
Saint-Denis-de-Mailloc ist eine französische Gemeinde mit 301 Einwohnern (Stand 1. Januar 2022) im Département Calvados in der Region Normandie. Sie gehört zum Kanton Livarot-Pays-d’Auge und zum Arrondissement Lisieux. 
Sie grenzt im Nordwesten an Le Mesnil-Guillaume, im Nordosten an Courtonne-la-Meurdrac, im Osten an Courtonne-les-Deux-Églises, im Süden an Valorbiquet mit Saint-Julien-de-Mailloc und im Südwesten an Saint-Martin-de-Mailloc.

## Bevölkerungsentwicklung
| Jahr      | 1962 | 1968 | 1975 | 1982 | 1990 | 1999 | 2008 | 2015 |
| --------- | ---- | ---- | ---- | ---- | ---- | ---- | ---- | ---- |
| Einwohner | 165  | 198  | 322  | 350  | 351  | 314  | 321  | 294  |

## Sehenswürdigkeiten

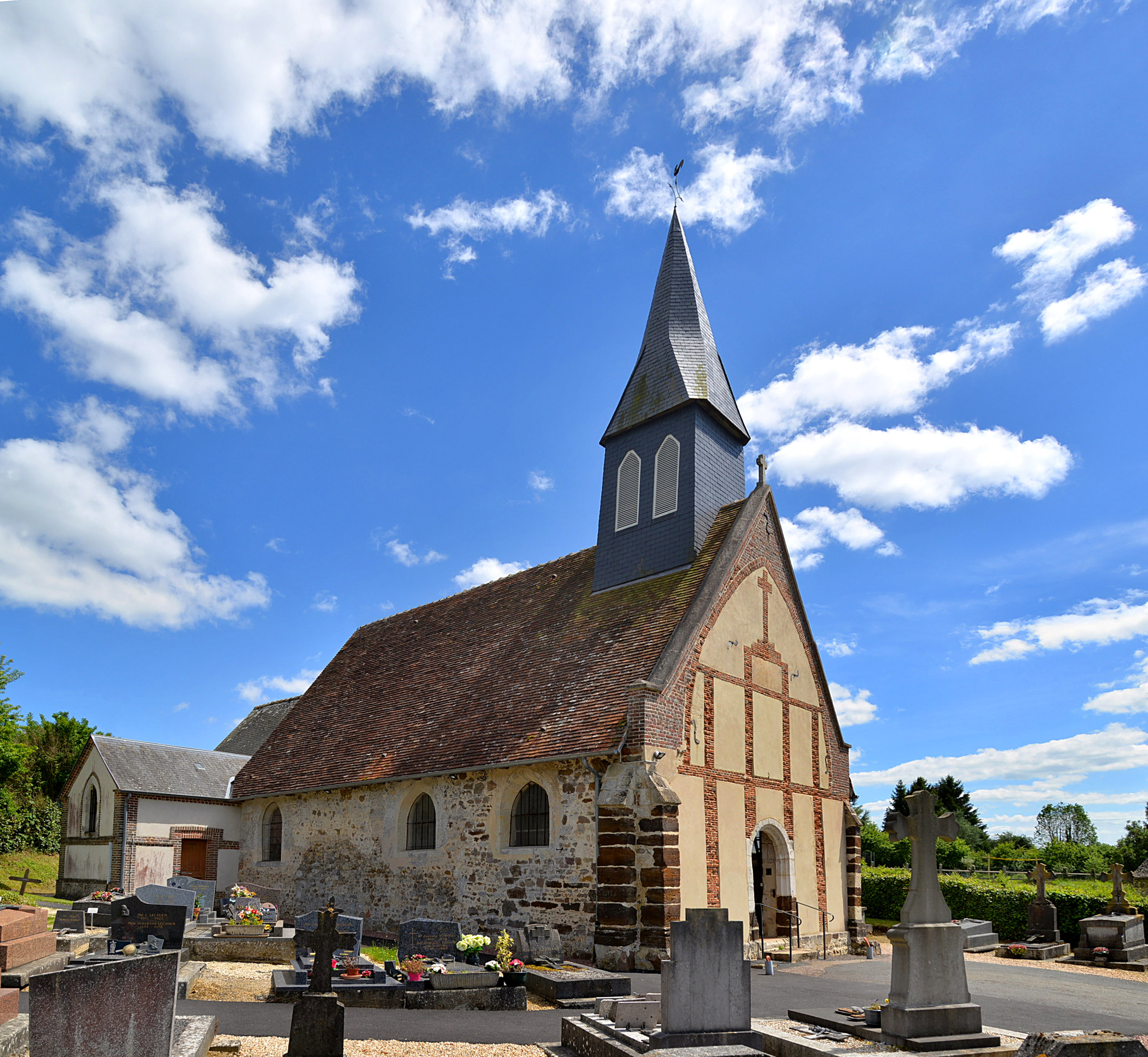
Kirche Saint-Denis

- Kriegerdenkmal
- Kirche Saint-Denis